# Гребенеста патица
Гребенестата патица (Sarkidiornis melanotos) е вид птица от семейство Патицови (Anatidae), единствен представител на род Sarkidiornis.